# Cameroon thuộc Anh
Cameroon thuộc Anh là một lãnh thổ ủy trị Hội Quốc Liên của Anh ở Tây Phi. Ngày nay, nó là một phần của Bắc Nigeria ở Tây Phi và Cameroon ở Trung Phi.
Khu vực của Cameroon ngày nay được Đức tuyên bố là một nước bảo hộ trong "Cuộc tranh giành châu Phi" vào cuối thế kỷ 19. Các đế chế Đức tên là lãnh thổ Kamerun.

## Lãnh thổ ủy trị Hội Quốc Liên

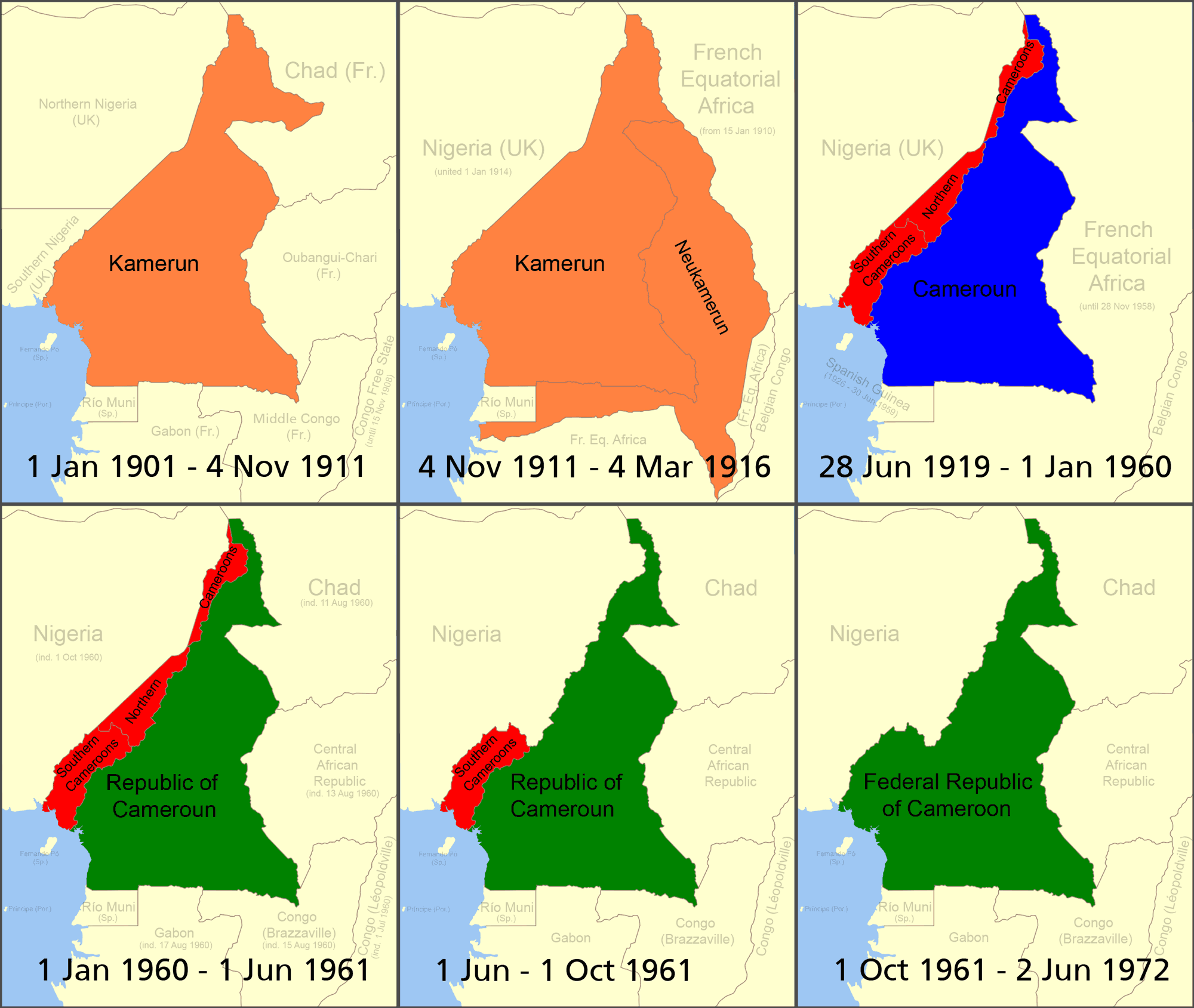
Cameroon 1901–1972
Kamerun thuộc Đức
Cameroon thuộc Anh
Cameroun thuộc Pháp
Cộng hòa Cameroon

Trong Chiến tranh thế giới thứ nhất, nó bị chiếm đóng bởi quân Anh, Pháp và Bỉ, và sau đó trở thành lãnh thổ ủy trị Hội Quốc Liên của Vương quốc Anh và Pháp năm 1922. Nhiệm vụ của Pháp được biết đến như French Cameroun và lãnh thổ của Anh gồm hai khu vực, Bắc Cameroon và Nam Cameroon. Cameroon phía Bắc bao gồm hai phần không tiếp giáp nhau, được chia bởi một điểm mà biên giới Nigeria và Cameroun gặp nhau. Trong những năm 1930, phần lớn dân số da trắng bao gồm người Đức, được thực tập tại các trại của Anh bắt đầu vào tháng 6 năm 1940. Dân số 400.000 người bản địa tỏ ra ít quan tâm đến việc tình nguyện cho các lực lượng Anh; chỉ có 3.500 người đàn ông đã làm như vậy.

### Lãnh thổ ủy thác
Khi Hội Quốc Liên ngừng tồn tại vào năm 1946, hầu hết các lãnh thổ ủy thác được phân loại lại thành lãnh thổ ủy thác của Liên hợp quốc, từ đó được quản lý thông qua Hội đồng ủy thác của Liên hợp quốc. Mục tiêu của ủy thác là chuẩn bị các vùng đất để giành độc lập cuối cùng. Liên Hợp Quốc đã phê chuẩn các Hiệp định ủy thác cho Cameroon của Anh được cai trị bởi Anh vào ngày 6 tháng 12 năm 1946.

### Độc lập
Cameroun thuộc Pháp trở nên độc lập, như Cameroun hay Cameroon, vào tháng 1 năm 1960 và Nigeria đã được lên kế hoạch độc lập vào cuối năm đó, điều này đặt ra câu hỏi phải làm gì với lãnh thổ Anh. Sau một số cuộc thảo luận (diễn ra từ năm 1959), một plebiscite đã được đồng ý và được tổ chức vào ngày 11 tháng 2 năm 1961. Khu vực phía Bắc đa số Hồi giáo đã chọn liên minh với Nigeria, và khu vực miền Nam đã bỏ phiếu để gia nhập Cameroon.
Bắc Cameroon trở thành tỉnh Sardauna của miền bắc Nigeria vào ngày 31 tháng 5 năm 1961, trong khi Nam Cameroon trở thành Tây Cameroon, một quốc gia cấu thành của Cộng hòa Liên bang Cameroon, vào cuối năm đó vào ngày 1 tháng 10 năm 1961.